# Berta Karlik
Berta Karlik (24 de gener de 1904, Viena, Imperi austrohongarès - 4 de febrer de 1990, Viena) fou una física austríaca que identificà l'àstat a la natura, tres anys després de la seva síntesi artificial. Fou la primera professora de la Universitat de Viena.

## Vida
Karlik estudià matemàtiques i física a la Universitat de Viena, graduant-se amb honors el 1928 amb la dissertació: Über die Abhängigkeit der Szintillationen von der Beschaffenheit des Zinksulfides und das Wesen des Szintillationsvorganges (Sobre la dependència dels centelleigs de la naturalesa del sulfur de zinc i la naturalesa del procés de centelleig). Completà un any de prova com a professora en una escola secundària i inicià el treball com investigadora a l'Institut de Recerca del Radi de l'Acadèmia de Ciències d'Àustria. Aconseguí una beca Crosby Hall per al curs acadèmic 1930/31 de la Unió Internacional de Dones Acadèmiques, i anà a completar la seva formació a la Royal Institution of Grain Bretain de Londres, amb William Lawrence Bragg (1890-1971) on es va familiaritzar amb l'estudi d'estructures cristal·lines mitjançant raigs X; al Laboratori Cavendish de la Universitat de Cambridge, que estava sota la direcció d'Ernest Rutherford i a l'Institut Curie de París, on treballà amb Eva Remstedt i Lise Meitner.

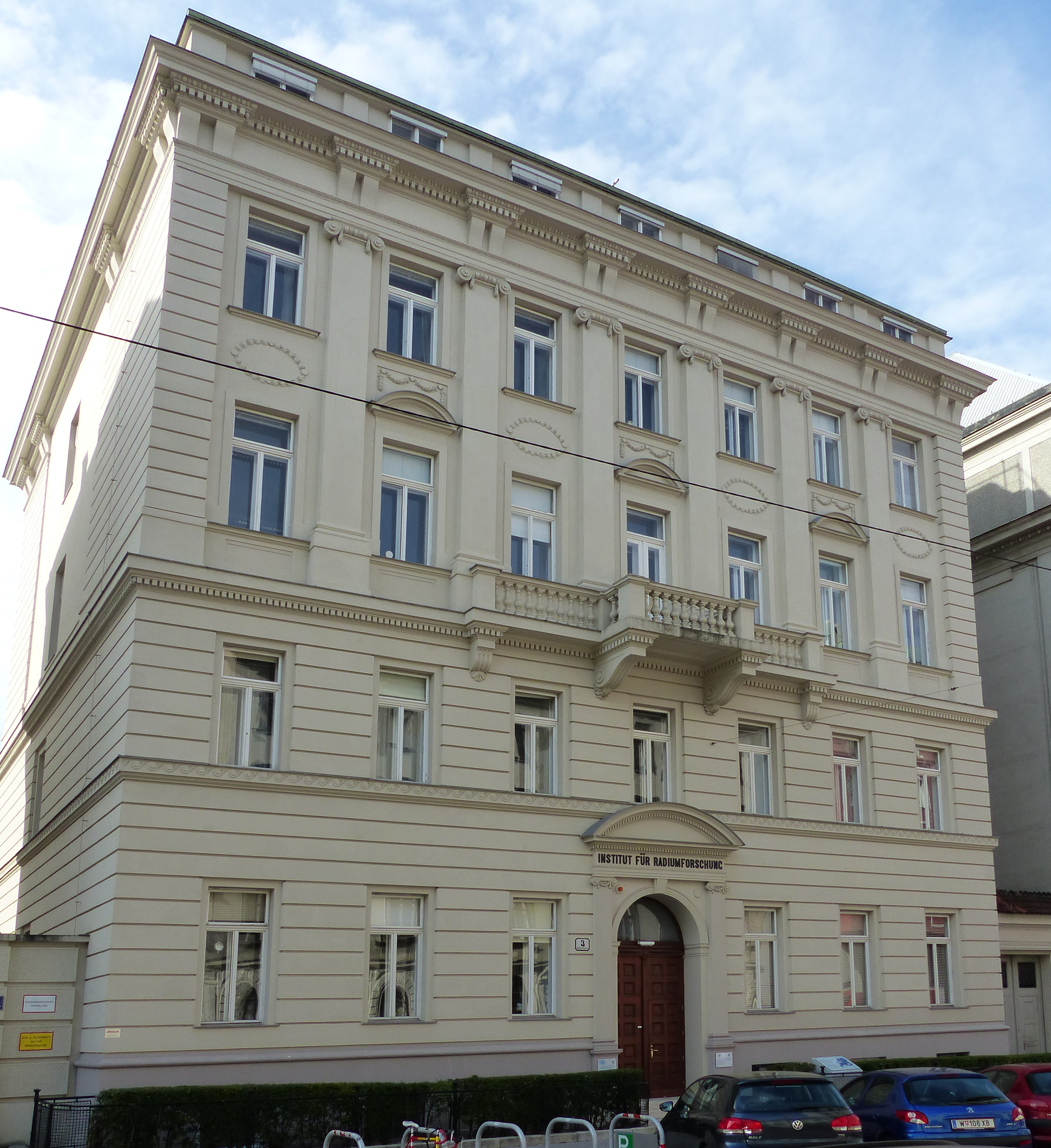
Institut de Radi de Viena

Quan retornà a Viena treballà a l'Institut d'Investigació del Radi, primer com a assistent científica. El 1937 aconseguí una plaça com a professora de física a la Universitat de Viena amb la tesi Die Grenzen der Nachweisbarkeit der schweren Edelgase in Helium (Els límits de la detectabilitat de gasos nobles pesats en heli) i a partir d'aleshores fou nomenada professora associada. A diferència de molts altres científics, la carrera de Berta Karlik no fou interrompuda per l'annexió d'Àustria al III Reich alemany el 1938. Després del començament de la Segona Guerra Mundial, es beneficià indirectament del nombre creixent de col·legues masculins convocats per al servei militar i fou nomenada ajudant a l'Institut d'Investigacions del Radi el 1940 i dietista el 1942. En acabar la guerra el 1945, assumí la direcció provisional de l'Institut del Radi, que fou parcialment destruït durant la guerra, i el 1947 la direcció permanent. Al mateix temps seguí ascendint en les posicions a la Universitat de Viena i el 1956 aconseguí una càtedra, essent la primera dona a ocupar aquest plaça. El 1974 es retirà, però treballà a l'institut fins a la seva mort. Després de la seva jubilació, també publicà sobre la història de la física i fou coautora d'un treball sobre l'important físic austríac Franz Exner.
Fou membre fundador de la Societat Austríaca de Física i membre del personal de planificació de l'Organització Europea per a la Recerca Nuclear (CERN) fundada el 1954, on inicià la pertinença austríaca. Fou assessora del govern sobre l'ús pacífic de l'energia nuclear, participà en la fundació de la Comissió d'Energia Atòmica de les Nacions Unides i fou elegida membre de la Comissió Internacional d'Unitats i Mesures de Radiació.
El treball científic de Berta Karlik ha estat distingit amb nombrosos honors a Àustria i a l'estranger. Es convertí en membre de l'Acadèmia Austríaca de Ciències (1973), essent la primera dona elegida membre numerària; així com de la Royal Society of Science de Göteborg, Suècia. El 1951 rebé el premi Ciutat de Viena de Ciències Naturals. El 2011, la Universitat de Viena creà tres llocs de professors amb el programa Berta Karlik per promoure dones científiques excel·lents. El 2016 s'inaugurà un monument al pati de l'arcada de la Universitat de Viena de l'artista Thomas Baumann.

## Obra

Cadena de desintegració de l'actini

Les seves anàlisis amb Elizabeth Rona (1890-1981) sobre els períodes de semidesintegració de l'urani, el tori i la descomposició de l'actini mitjançant datació radiomètrica i els rangs de partícules alfa. Per aquest treball el 1933 reberen el premi Haitinger de l'Acadèmia Austríaca de Ciències.
El 1943 Karlik aconseguí el seu major èxit científic quan amb la seva assistent Traude Bernert quan detectaren tres isòtops de l'element 85, l'àstat, de la sèrie de desintegració radioactiva natural. L'àstat és molt rar a la natura i s'havien fet diversos descobriments erronis. Es produeix de manera natural durant la desintegració del radi, el tori i l'actini, però té un període de semidesintegració molt curt i, ràpidament, decau en altres elements. No obstant això, el 1940 Emilio Segré (1905–1989) i el seu equip de la Universitat de Califòrnia a Berkeley produïren artificialment l'isòtop àstat 211 bombardejant bismut 209 amb partícules alfa. Tres anys després Karlik i Bernert detectaren els isòtops 215, 216 i 218 a les cadenes de desintegració naturals. Per aquest treball li concediren novament el premi Haitinger el 1947.
Les seves investigacions donaren lloc a una setantena de publicacions científiques, inclosos articles sobre luminescència en relació amb la radioactivitat, sobre la determinació de l'urani a l'aigua de mar i estudis de gasos nobles.